# Pistol Whipped
Pistol Whipped (bra: O Jogador; prt: Jogo Mortal) é um filme estadunidense de 2008 dos gêneros ação, thriller e drama, dirigido por Roel Reiné e estrelado por Steven Seagal e Lance Henriksen.

## Sinopse
Completamente viciado em jogos de azar, Matt (Steven Seagal) é um ex-policial que está devendo um milhão de dólares. Quando uma agência do governo secretamente paga sua dívida, Matt é obrigado a rastrear e executar poderosos criminosos cujas fortunas e influência os colocaram acima da lei. Quando se recusa a matar um policial corrupto que ele erroneamente pensa que é inocente, cria uma grande confusão onde cada movimento que ele fizer poderá ser o seu último.

## Elenco
- Steven Seagal... Matt Conlin
- Lydia Jordan... Becky
- Lance Henriksen... idoso
- Renee Elise Goldsberry... Drea
- Blanchard Ryan... Liz
- Arthur J. Nascarella... Bruno
- Paul Calderón... Blue
- Mark Elliot Wilson... tenente Steve Shacter
- Wass Stevens... Tim Wheeler
- Niall Griffiths... ele mesmo